# لؤلؤة الموت (فلم 1944)
لؤلؤة الموت  (بالإنجليزية: The Pearl of Death) فيلم من سلسلة أفلام شرلوك هولمز انتج عام 1944 مأخوذ عن رواية شرلوك هولمز من تأليف ارثر كونان دويل و من تمثيل باسل راثبون.

## مقالات ذات صلة
- شرلوك هولمز

## روابط خارجية
- مقالات تستعمل روابط فنية بلا صلة مع ويكي بيانات